# San Vittore in ciel d’oro
San Vittore in ciel d’oro – kaplica św. Wiktora z Mediolanu, zlokalizowana przy bazylice św. Ambrożego w Mediolanie.
Kaplica mieści szczątki św. Wiktora i została zbudowana przez biskupa Materna, także pochodzącego z Mediolanu. Święty Wiktor był męczennikiem, którego ścięto za odmowę odrzucenia wiary chrześcijańskiej około 303 roku. Obok ciała św. Wiktora w kaplicy pogrzebany jest św. Satyr.
Sklepienie kaplicy jest wykonane w całości ze złota. W centrum, w pobliżu jego grobu, umieszczono portret św. Wiktora, otoczony wieńcem z pszenicy (lato) i owoców (jesień) – pogańskich symboli pór roku. Na bocznych ścianach kopuły przedstawiono wczesnochrześcijańskie wizerunki świętych (mozaiki), m.in. Gerwazego i Protazego oraz Ambrożego z Mediolanu. Obecny wygląd kaplicy jest wynikiem renowacji XIX-wiecznej. Ostatnie prace konserwatorskie odbyły się w latach 1981-1989.